# Parque escolar rural Enrique Berduc
El Parque Escolar Rural Enrique Berduc es un Área Natural Protegida de 600 hectáreas dependiente del Consejo General de Educación de Entre Ríos (CGE), ubicado en La Picada, a 23 km de la ciudad de Paraná sobre la Ruta Nacional 12. Cuenta con tres establecimientos educativos: Escuela Normal Rural N° 8 "Almafuerte", Escuela Especial N° 1 de Capacitación Laboral "Zulema Embon", y Escuela Primaria N° 12 "Dominguito". Además posee un establecimiento dedicado a la educación, interpretación y preservación ambiental, el ecoturismo y la investigación, denominado "Parque General San Martín".

## Historia
El Parque Escolar Rural Enrique Berduc está ubicado en la localidad de La Picada, y fue donado por Enrique Berduc al Consejo General de Educación de la provincia de Entre Ríos.
Enrique Berduc nació en Paraná, fue diputado provincial y nacional, fundador del periódico independiente “El Demócrata” (Paraná), ministro de hacienda de la segunda presidencia de Julio Argentino Roca entre 1900 y 1901, y director del Banco de la Nación Argentina. Falleció el 27 de septiembre de 1928; según su testamento el Consejo General de Educación podría destinar la propiedad que hoy ocupa el Parque para fundar una escuela, conservando el monte nativo.
En 1950 la provincia de Entre Ríos aceptó la donación de Enrique Berduc. En 1995 con la ley provincial de Áreas Naturales Protegidas se declaró como Reserva de Usos Múltiples, Ley 8967/95 y, un año después, Bosque Protector Permanente (Res. n.º 45 DGDA y RN /96), categoría que se mantiene actualmente. En 2002 se realiza el Plan de Manejo del área, donde se delinean los futuros trabajos y se establecen tres objetivos fundamentales: la conservación del paisaje original, la comunicación y la educación dentro del área protegida.
La Escuela Almafuerte fue inaugurada el 6 de mayo de 1962, con un régimen de residentes mujeres, medio internos varones y mujeres que asisten a clases, almuerzan y toman la merienda y alumnos externos que asisten a clases solamente.

## Escuela Normal Rural N.º 8 Almafuerte

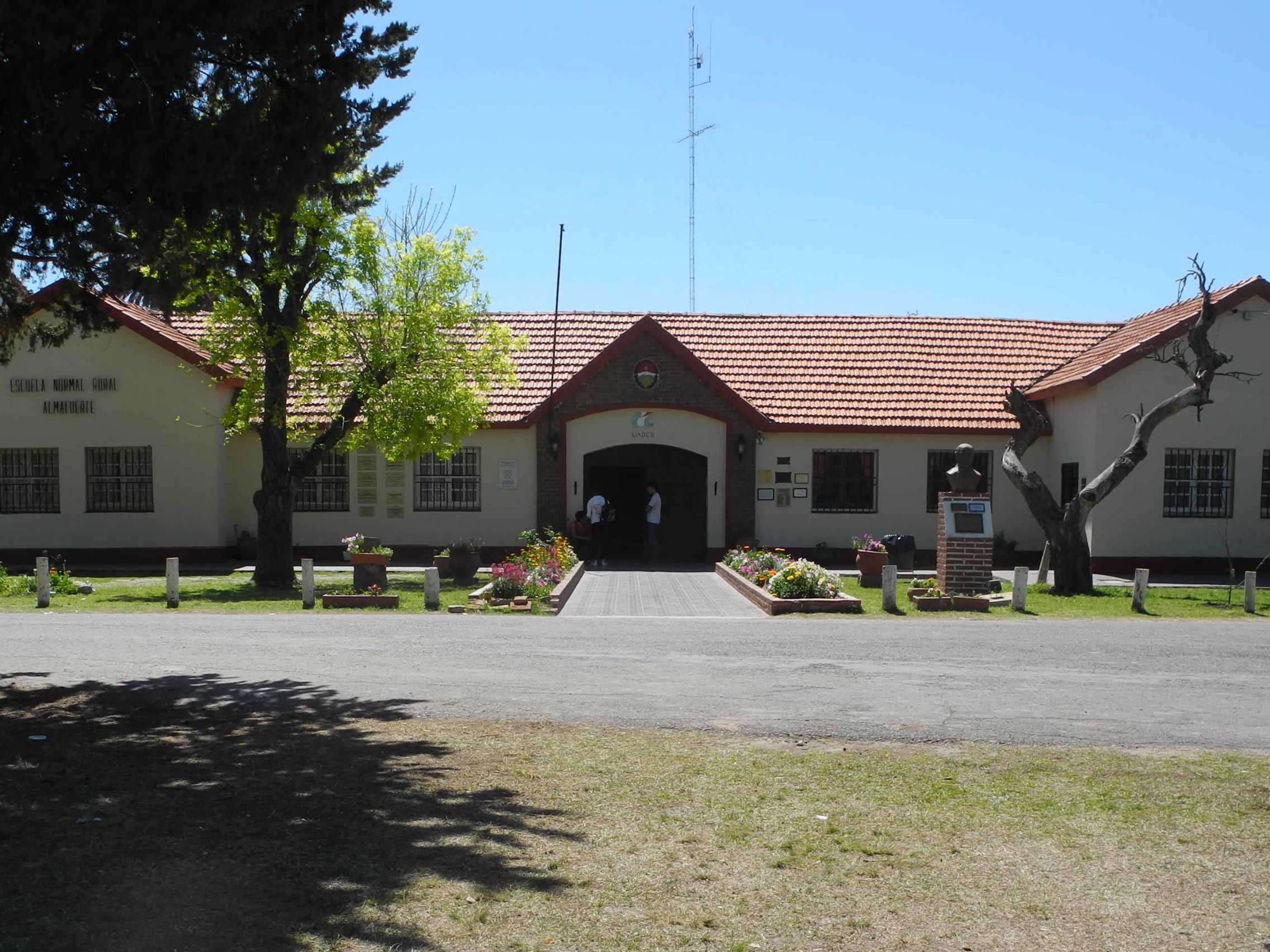
Vista de la entrada de la Escuela Normal Rural N° 8 Almafuerte (La Picada).

En el plan de estudios actual a partir de 4° año la formación en secundaria se divide en dos modalidades: Ciclo orientado en humanidades y Ciclo superior técnico agropecuario. Cuenta con radio, talleres de comunicación y actividades rurales productivas (jardinería, avicultura, huerta en pequeña escala, cunicultura, apicultura, manejo y conservación de montes nativos, crianza de terneros y/o lechones. Elaboración de productos alimenticios/industria. La producción que se hace es de lácteos, panadería, trapos de pisos, verduras, lechones, pollos, miel). La escuela también cuenta con carreras de nivel universitario dependientes de UADER (Maestro de Enseñanza Inicial y Primario). En la escuela Normal Rural N° 8  Almafuerte hay más de 200 estudiantes, de los cuales 84 son residentes, y un total de 150 docentes.

## Escuela Especial N.º 1 Zulema Embon

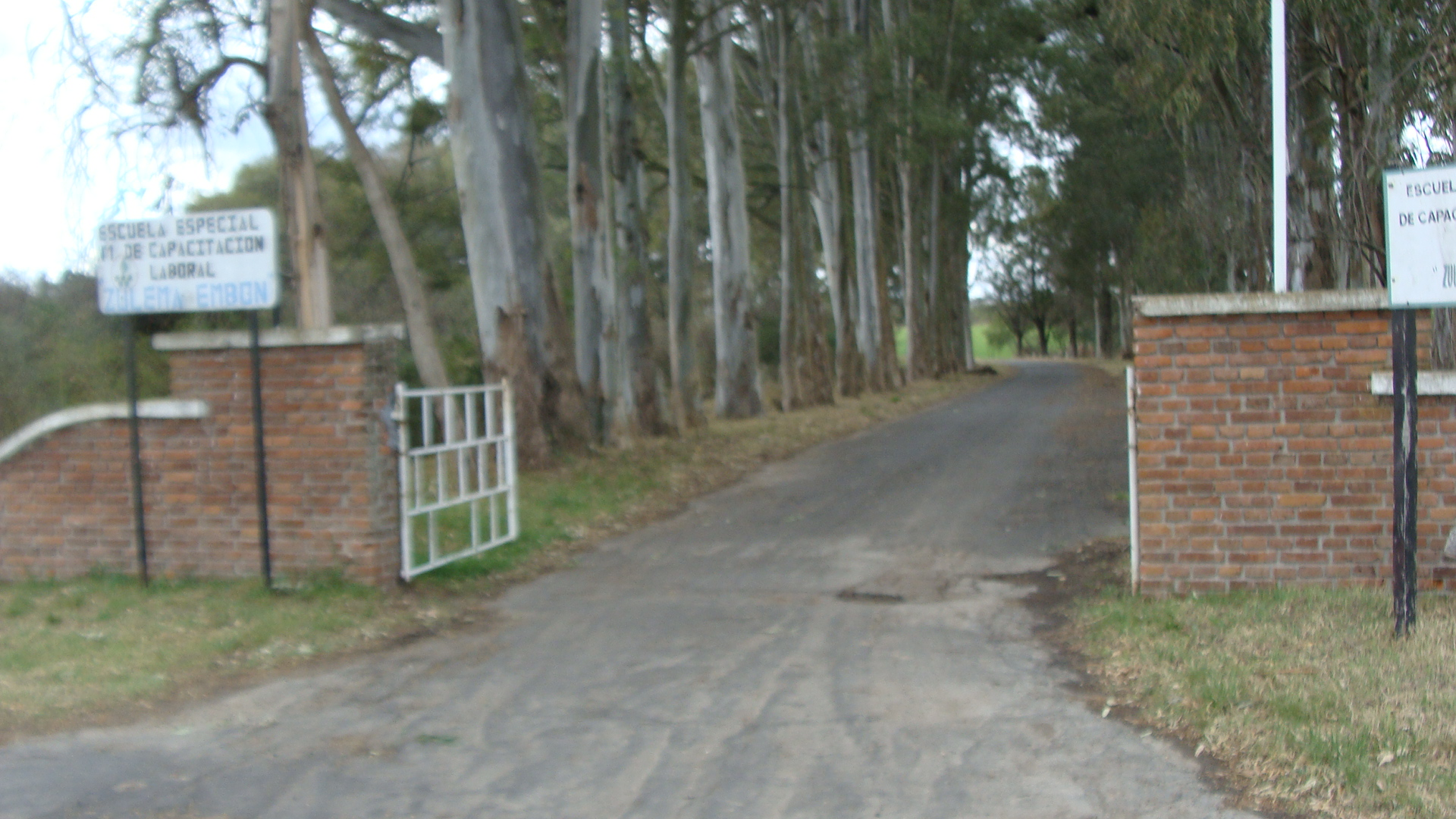
Vista de la entrada de la Escuela Especial N°1 Zulema Embon.

Dependiente del CGE, se halla ubicada donde fuera la Residencia de los Gobernadores que funcionó como tal hasta 1982. Cuenta con sectores pedagógicos productivos. Abarca una superficie de 23 hectáreas.

## Escuela N.º 12 Dominguito

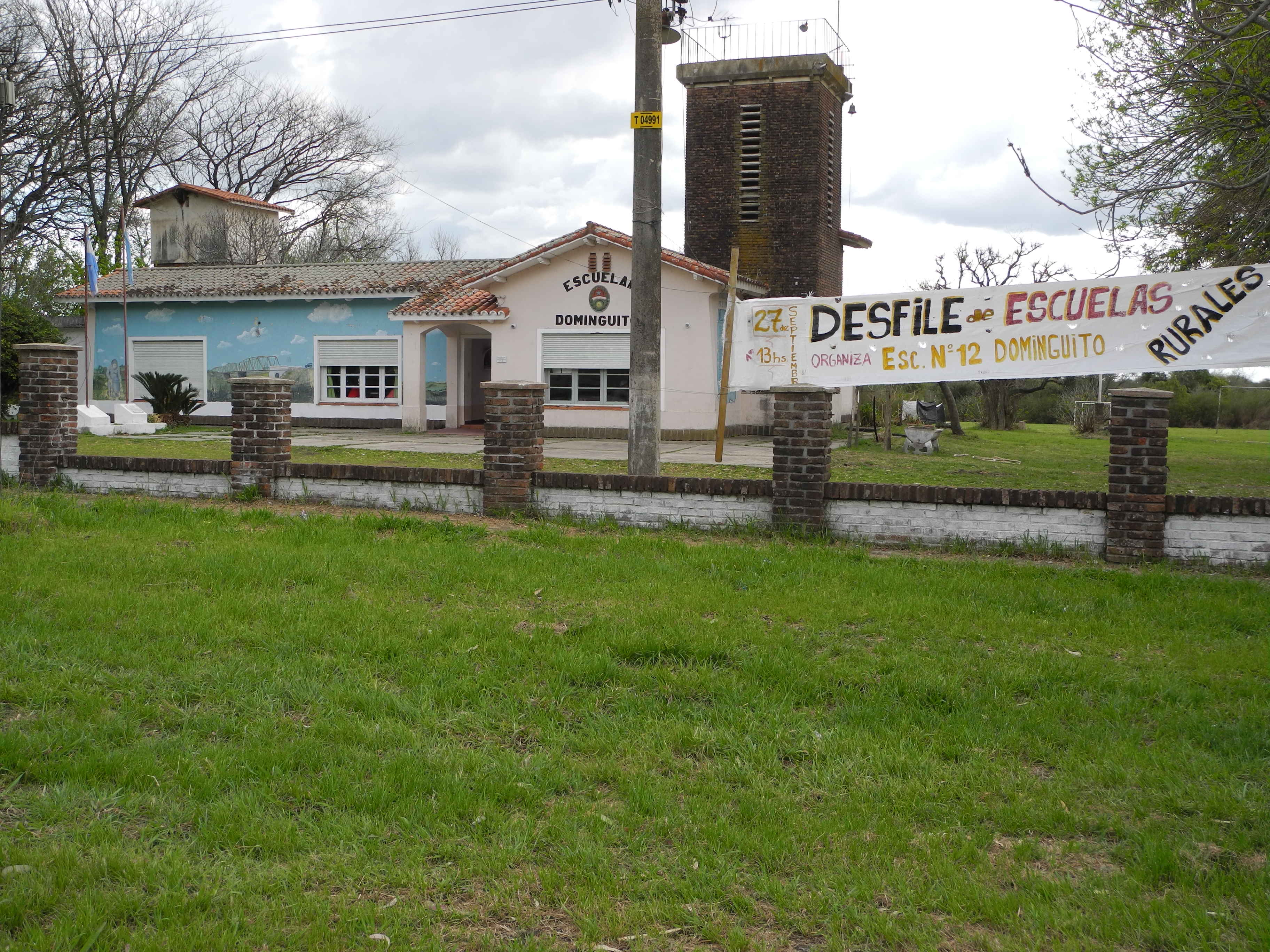
Vista de la Escuela N° 12 Dominguito, sobre la Ruta Nacional 12 (La Picada).

Fue fundada el 17 de septiembre de 1959. Dependiente de CGE, es una escuela primaria ubicada en el sector del ex observatorio meteorológico sobre la Ruta Nacional N.º 12. Cuenta con una superficie de 2 hectáreas. Todos los años se realiza en esta escuela el tradicional desfile de escuelas rurales.

## Parque General San Martín

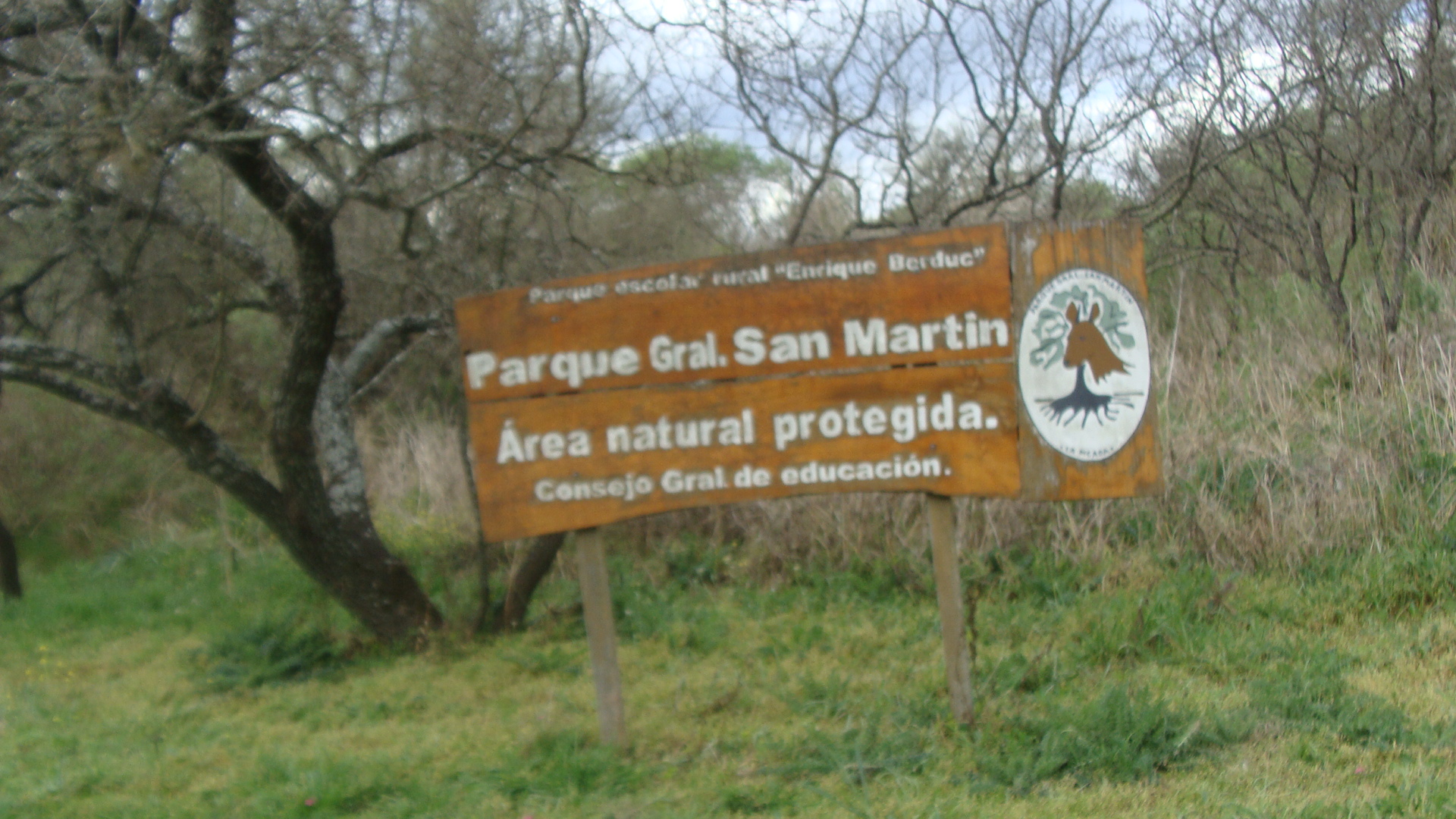
Entrada del Parque General San Martín (La Picada).

El Parque General San Martín es un área natural protegida y entre sus funciones se reciben a escuelas o grupos, con visitas guiadas para concientizar a los visitantes sobre el cuidado de la naturaleza. En temporada de verano recibe a turistas desde varios puntos del país, ya que cuenta con camping, playas, kiosco, duchas, baños, y senderos para recorrer.
En 1950 la provincia de Entre Ríos aceptó la donación de Enrique Berduc y se comienza a utilizar un sector donde el visitante podía acampar, pescar y realizar uso de las instalaciones de forma recreativa. En 1995 con la ley provincial de Áreas protegidas se declaró como Reserva de
Usos Múltiples, Ley 8967/95 Bosque protector permanente: Res. n.º 45 DGDA y RN /96, categoría que se mantiene actualmente.
En 2002 se realiza el plan de manejo del área, donde se delinean los futuros trabajos y se establecen tres objetivos fundamentales: La conservación del paisaje original, la comunicación y la educación dentro del área protegida. De las 600 hectáreas del complejo, 400 pertenecen al parque General San Martín, destinadas exclusivamente a la conservación, educación y recreación.

### Conservación de especies
El parque está poblado por una variedad de especies de flora y fauna autóctonas, entre las que pueden destacarse:
Fauna: nutria, aguará-popé, tatú mulita, hurón menor, zorro gris, carpincho, guazuncho, lagarto overo.
Flora: molle, ligustro, tala, sauce, tembetarie, chilca, espinillo, acacia negra, paraíso, mora.
Aves: carpintero canela, martineta de alas coloradas, pijuí de cabeza rojiza, corona rojiza, playerito pectoral.